# Los viernes a las seis
Los viernes a las seis es una obra de teatro de Juan José Alonso Millán, escrita en 1975 y estrenada en 1976.

## Argumento
La obra nos presenta la historia de Ramiro, un funcionario cincuentón que ha permanecido soltero voluntariamente durante toda su vida, equiparando al matrimonio con un verdadero infierno. Tan solo mantiene relaciones, una vez por semana (de ahí el título de la obra), con Marisa, una prostituta. Tras quince años, Marisa decide casarse y le busca una sustituta, Pili, mucho más joven, lo que trastocará por completo a Ramiro, que tendrá que adaptarse a los nuevos tiempos, y su forma de ver la vida se transformará completamente. Al final, acaba enamorado de Pili, pero no cuenta con el regreso de Marisa, que lo ama a él.

## Estreno
- Teatro Club, Madrid, 30 de septiembre de 1976.
  - Dirección: Juan José Alonso Millán.
  - Escenografía: Santiago Otañón.
  - Intérpretes: José Bódalo (Ramiro) sustituido por Angel Picazo en el año 1977, Mary Begoña (Marisa), Africa Pratt (Pili) sustituida por Marisol Ayuso en el año 1977, Rafael Guerrero, Isabel Luque, Yolanda Cembreros.
- Teatro Muñoz Seca, Madrid, 23 de abril de 1992.
  - Dirección: Juanjo Menéndez.
  - Escenografía: Santiago Otañón.
  - Intérpretes: Juanjo Menéndez (Ramiro), África Pratt (Marisa), Pilar del Río (Pili), Carmen del Valle, Yolanda Cembreros, José María Otero.

### Televisión
- 16 de mayo de 1979, en el espacio Estudio 1, de TVE. Intérpretes: Jose Bódalo (Ramiro), Mary Begoña (Marisa), Carmen Roldán (Pili), Rafael Guerrero (Benito), Isabel Luque (Juli), Yolanda Cembreros (Gloria).